# Corpus Domini al Nomentano

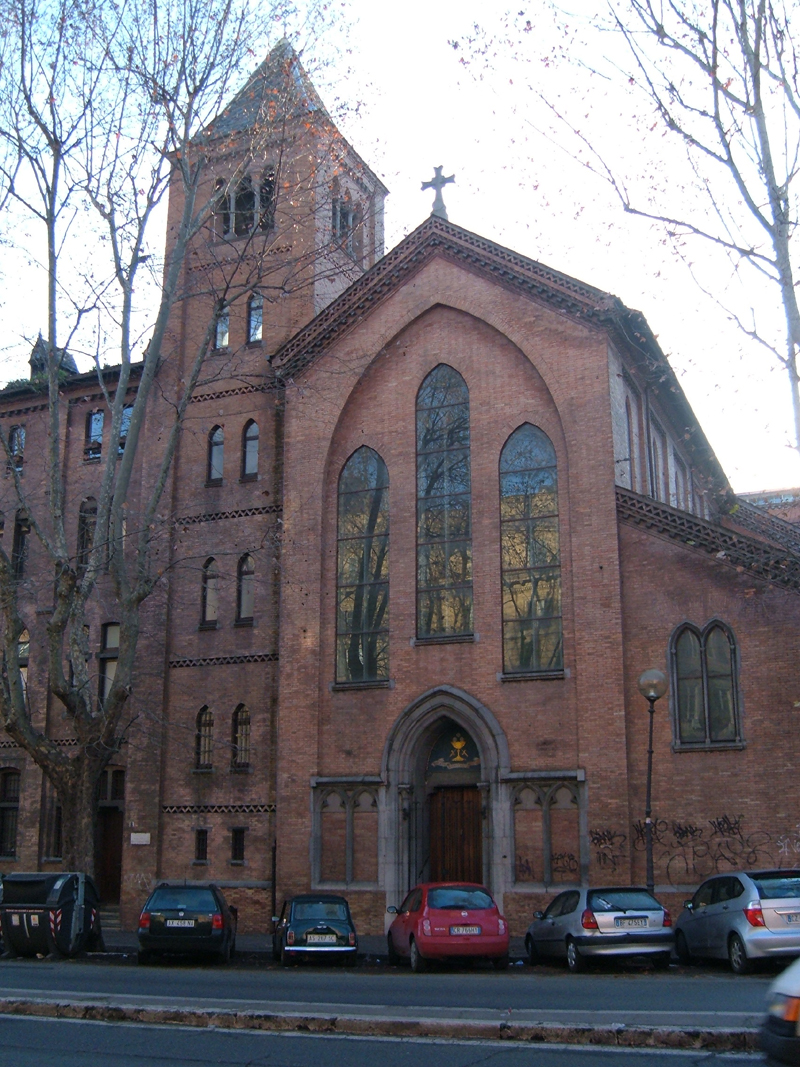
Vista da fachada.

Corpus Domini al Nomentano é uma igreja de Roma localizada na Via Nomentana, 8, no quartiere Nomentano. É dedicada ao Corpo de Cristo.
Nesta igreja, que fica anexa à casa das Religiosas da Eucaristia, se celebra a missa utilizando o rito católico oriental.

## História
Acredita-se que o local onde está esta igreja corresponda ao da antiga Catacumba de São Nicomedes. Esta igreja propriamente dita foi construída pelo arquiteto Victor Gay entre 1888 e 1893 em estilo neogótico por Carlo Maria Busiri Vici para as irmãs Religiosas da Eucaristia, dedicadas à perpétua adoração. A fachada é em tijolos aparentes, com um grande arco ogival encompassando três janelas e uma torre campanário. Sobre o portal de ingresso está um mosaico representando o "Cálice com Três Hóstias". O interior se apresenta em três naves cobertas por um teto a charpente; os afrescos no coro são de Virginio Monti.
O campanário tem cinco andares, cada um deles com um par de janelas lancetas góticas e uma faixa de ornamentos em zigue-zague de tijolos entre cada andar. A câmara com os sinos tem aberturas no formato de arcadas triplas de um dos quatro lados e o topo é encimado por uma pirâmide.
Corpus Domini é uma igreja subsidiária da paróquia de San Giuseppe a Via Nomentana.